# Sean Smith
Pour les articles homonymes, voir Smith.
(en) Statistiques sur pro-football-reference
Sean Lee Smith, né le 14 juillet 1987 à Pasadena, est un joueur américain de football américain.
Il a été cornerback pour les Chiefs de Kansas City (2013-2015) en National Football League (NFL), après avoir joué aux Dolphins de Miami (2009–2012) et est actuellement en contrat avec les Raiders d'Oakland.
Accusé d'avoir tabassé et piétiné la tête du petit ami de sa sœur en novembre 2018, il risquerait jusqu'à 7 ans de prison.